# Gabriel Axel
Gabriel Axel (Aarhus, 18 de abril de 1918 — Copenhague, 9 de fevereiro de 2014) foi um roteirista e cineasta dinamarquês.
Foi premiado com o Oscar de melhor filme estrangeiro em 1988 pelo filme A Festa de Babette. Entre outros trabalhos, também dirigiu Prince of Jutland.

## Filmografia selecionada
| Ano  | Título                             | Função         |
| ---- | ---------------------------------- | -------------- |
| 1955 | Altid ballade                      | Diretor        |
| 1955 | Der kom en dag                     | Ator           |
| 1956 | Kispus                             | Ator           |
| 1957 | En kvinde er overflødig            | Diretor        |
| 1958 | The Girls Are Willing              | Diretor        |
| 1958 | Styrmand Karlsen                   | Ator           |
| 1959 | Helle for Helene                   | Diretor        |
| 1960 | Flemming og Kvik                   | Diretor        |
| 1962 | Peters baby                        | Ator           |
| 1962 | Oskar                              | Diretor        |
| 1962 | Han, hun, Dirch og Dario           | Ator           |
| 1962 | Crazy Paradise                     | Diretor        |
| 1963 | Vi har det jo dejligt              | Diretor        |
| 1963 | Three Girls in Paris               | Diretor, actor |
| 1963 | Paradise and Back                  | Diretor        |
| 1965 | En ven i bolignøden                | Ator           |
| 1966 | Dyden går amok                     | Ator           |
| 1967 | Hagbard and Signe                  | Diretor        |
| 1967 | The Reluctant Sadist               | Ator           |
| 1968 | Det kære legetøj                   | Diretor        |
| 1970 | Amour                              | Diretor        |
| 1971 | Med kærlig hilsen                  | Diretor        |
| 1972 | Soft Shoulders, Sharp Curves       | Diretor        |
| 1972 | Nu går den på Dagmar               | Ator           |
| 1975 | Familien Gyldenkål                 | Diretor        |
| 1976 | Familien Gyldenkål sprænger banken | Diretor        |
| 1977 | Going for Broke                    | Diretor        |
| 1987 | Babette's Feast                    | Diretor        |
| 1989 | Christian                          | Diretor        |